# Uracanthus albopleuron
Uracanthus albopleuron är en skalbaggsart som beskrevs av J. Linsley Gressitt 1959. Uracanthus albopleuron ingår i släktet Uracanthus och familjen långhorningar. Inga underarter finns listade i Catalogue of Life.